# Ammophila planicollaris
Ammophila planicollaris es una especie de avispa del género Ammophila, familia Sphecidae.

## Taxonomía
Fue descrito por primera vez en 1990 por Li y C. Yang.